# Ian Gillan
Ian Gillan (ur. 19 sierpnia 1945 w Hounslow) – brytyjski wokalista hardrockowy. Frontman zespołu Deep Purple.

## Życiorys
Urodził się w Szpitalu Macierzyństwa Chiswick w Hounslow. Jego ojciec, Bill, był sklepikarzem w jednej z londyńskich fabryk.
Karierę wokalną zaczynał w zespołach The Jevelins i Episode Six. W 1969 roku dołączył do grupy Deep Purple. Nagrał z nią płyty, m.in: Deep Purple in Rock, Machine Head, a jego wysoki, krzykliwy głos stał się częścią charakterystycznego brzmienia zespołu.
Gillan po raz pierwszy opuścił Deep Purple w 1973 r., zakładając własny zespół, pod nazwą  Ian Gillan Band, znany później pod krótszą nazwą, Gillan. W 1983 r. dołączył na krótko do heavymetalowego Black Sabbath i nagrał z nim jedną płytę, pt.  Born Again.
W 1984 r. wrócił do reaktywowanego Deep Purple i zaśpiewał na dwóch płytach: Perfect Strangers i The House of Blue Light. Po trasie koncertowej promującej ten drugi album musiał opuścić zespół ze względu na narastający konflikt z jego liderem, Ritchie Blackmore' em. Wrócił po raz trzeci w 1993 roku z okazji 25-lecia zespołu, na nagranie albumu The Battle Rages On... (Szaleńcza bitwa trwa), którego tytuł znakomicie oddawał atmosferę panującą między gitarzystą a wokalistą zespołu. Ostatecznie, w czasie trasy koncertowej, Blackmore opuścił grupę. Gillan występuje w niej do dziś.

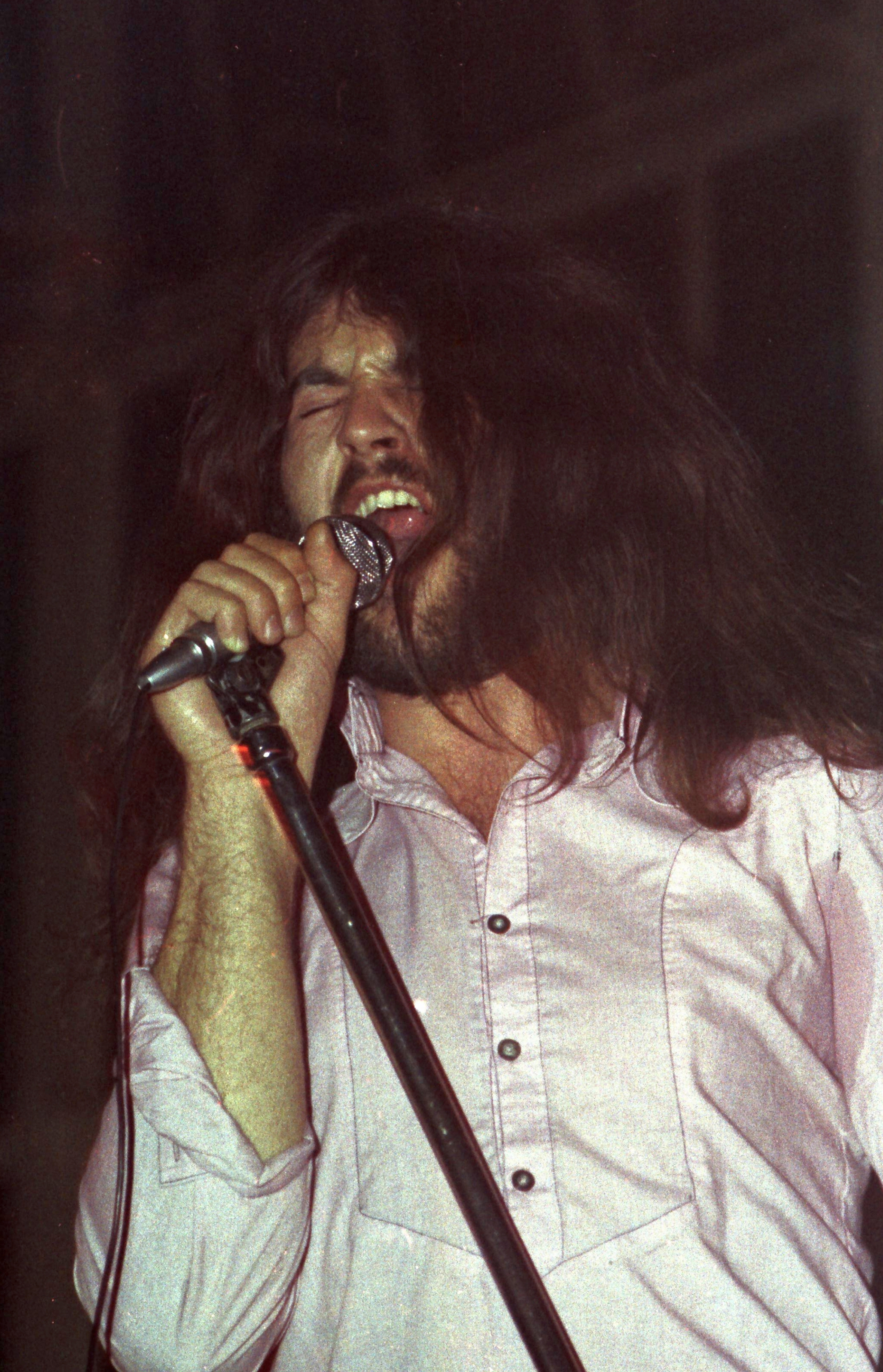
Ian Gillan (1971)

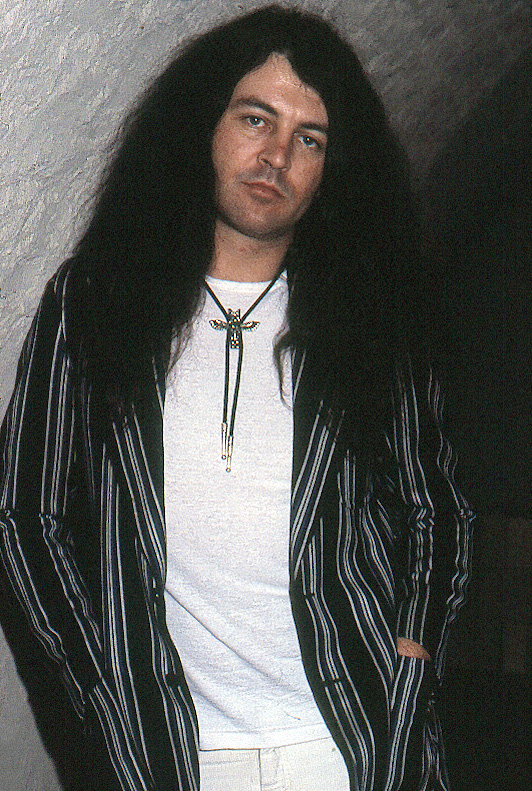
Ian Gillan przed występem w Barcelonie (1983)

W 2006 roku wokalista został sklasyfikowany na 43. miejscu listy 100 najlepszych wokalistów wszech czasów według Hit Parader. W 2016 został wprowadzony do Rock and Roll Hall of Fame. W Polsce nakręcono z jego udziałem dokument o Fryderyku Chopinie, wcielił się tam w rolę narratora, a w materiale tym wystąpiła także Maria Pomianowska. W 2018 roku reaktywował się jego zespół z lat 60. The Javelins. Pierwszym utworem po reaktywacji jest „Do You Love Me?”.

## Publikacje
- Ian Gillan: The Autobiography of Deep Purple’s Lead Singer, 1998, Blake Pub, ISBN 978-1-85782-320-2.

## Dyskografia

### Deep Purple
- Concerto for Group and Orchestra (1969)
- Deep Purple in Rock (1970)
- Fireball (1971)
- Machine Head (1972)
- Made in Japan (1972)
- Who Do We Think We Are (1973)
- Perfect Strangers (1984)
- The House of Blue Light (1987)
- The Battle Rages On... (1993)
- Purpendicular (1996)
- Abandon (1998)
- Bananas (2003)
- Rapture of the Deep (2005)
- Now What?! (2013)
- In Finite (2016)
- A Fire in the Sky (2017)
- Whoosh (2020)
- Turning to Crime (2021)
- =1 (2024)

### Black Sabbath
- Born Again (1983)

### Z Rogerem Gloverem
- Accidentally On Purpose (1988)[6]

### The Javelins
- Sole Agency And Representation (1994)

### Solowo
- Jesus Christ Superstar (1970)
- Naked Thunder (1990)
- Toolbox (1991)
- Dreamcatcher (1997)
- Gillan’s Inn (2006)
- Gillan’s Inn – Tour Edition (2007)
- Ian Gillan – Highway Star (2007, DVD)
- Live In Anaheim 2006 (2008, CD/DVD)
- One Eye To Morroco (2009, CD)

## Filmografia
| Tytuł                             | Rok  | Rola        | Uwagi                                         | Źródło |
| --------------------------------- | ---- | ----------- | --------------------------------------------- | ------ |
| „In a Metal Mood”                 | 1996 | jako on sam | film dokumentalny, reżyseria: Henning Lohner  | [ 7 ]  |
| „Heavy Metal: Louder Than Life”   | 2006 | jako on sam | film dokumentalny, reżyseria: Dick Carruthers | [ 8 ]  |
| „Highway Star: A Journey in Rock” | 2007 | jako on sam | film dokumentalny, reżyseria: Craig Hooper    | [ 9 ]  |
| „Heavy Metal Britannia”           | 2010 | jako on sam | film dokumentalny, reżyseria: Chris Rodley    | [ 10 ] |
| „Chopin’s Story”                  | 2011 | narrator    | film dokumentalny, reżyseria: Jerzy Szkamruk  | [ 11 ] |